# Dušan Repovš (zdravnik)
Dušan Repovš, slovenski zdravnik in zdravstveni vzgojitelj, * 21. maj 1928, Ljubljana, † 26. december 2022, Ljubljana.
Rodil se je v družini glasbenega pedagoga Ivana Repovša (1895–1973). Maturiral je na državni klasični gimnaziji (1947), diplomiral na Medicinski fakulteti (1959), magistriral iz javnega zdravstva na Vseučilišču v Zagrebu (1975) ter dobil naziv primarij (1990). Že kot študent je po raznih šolah poučeval zdravstvene predmete (prva pomoč, nega bolnika, zdravstvena vzgoja), kasneje tudi na Medicinski fakulteti. Veliko je predaval tudi v okviru Rdečega križa in delavskih univerz ter nastopal na radiu in televiziji (bil je avtor in urednik oddaje Ko še ne boli). Pisal je zdravstvene prispevke za številne časopise in revije (Delo, Nedeljski dnevnik, Naša žena, Življenje in tehnika, Pionirski list, ter drugi).
Bil je zaposlen na Inštitutu za sodno medicino, Rdečem križu, Higienskem inštitutu, Onkološkem inštitutu, Republiškem komiteju za zdravstveno in socialno varstvo, Inštitutu za sociologijo in filozofijo ter nazadnje kot vodja Službe za zdravstveno vzgojo in publicistiko na Zavodu za zdravstveno varstvo. Bil je dolgoletni urednik revije Zdravstveno varstvo - osrednje revije na področju javnega zdravja in primarnega zdravstvenega varstva v Sloveniji. Opravljal je tudi številne društvene in strokovne funkcije (Rdeči križ, Slovensko zdravniško društvo, Društvo SRS za boj proti raku, Združenje za preventivno medicino SFRJ). Posebej pri Društvu za boj proti raku je bil njegov prispevek izjemen in ima velike zasluge za njegov nastanek ter uspešen razvoj.
Najbolj je znan kot soavtor številnih učbenikov za prvo pomoč in kot dolgoletni urednik Kotička za zdravje v tedniku Kmečki glas. Leta 2021 mu je predsednik države Borut Pahor podelil državno odlikovanje za njegove zasluge za Republiko Slovenijo na področju javnega zdravstva in še posebej zdravstvene vzgoje. Leta 2022 so mu na 7. kongresu preventivne medicine v Mariboru posvetili posebno sekcijo.